# 西恩娜·格林
西恩娜·罗丝·格林（英語：Sienna Rose Green，2004年11月1日—），澳大利亚女子水球运动员。她曾代表澳大利亚国家队参加2024年夏季奥林匹克运动会女子水球比赛，获得一枚银牌。